# 柘
柘又名柘樹、拓树，是桑科柘属的一种植物，原产於东亚。
灌木至小乔木，常有刺，株高可达6米；卵形或倒卵形革质叶子，全缘或前端浅三裂；夏季开花，花雌雄异株，头状花序腋生；近球形复花果红色，直径约25毫米。
用途类似桑树，茎皮可用於造纸，根皮入药，可止咳化痰、祛风、止痛；木材名贵，有“南檀北柘”之誉，亦可作黄色染料；叶可喂养蚕；果实可食用或酿酒。有时易与鸡桑混淆。
河南省柘城县、福建省柘荣县，以及京西潭柘寺等地因这种植物而得名。